# Виталий Кличко — Дерек Чисора
Виталий Кличко — Дерек Чисора, также известен под названием «Разборка в Мюнхене» (англ. Showdown in Munich) — профессиональный боксёрский двенадцатираундовый поединок в тяжёлом весе между украинским боксёром Виталием Кличко и британским боксёром Дереком Чисорой за титул чемпиона мира по версии World Boxing Council, которым обладал Виталий Кличко. Поединок состоялся 18 февраля 2012 года в Олимпийском зале в Мюнхене (Германия), и завершился победой Кличко единогласным судейским решением. Бой собрал аудиторию около 500 миллионов человек по всему миру.

## Андеркарт
Комментарий: Андеркарт — предварительные боксёрские бои перед основным поединком вечера.
В таблице перечислены результаты всех поединков боксёров.
В каждой строке указан результат поединка. Дополнительно номер поединка обозначен цветом, который обозначает итог поединка. Расшифровка обозначений и цветов представлена в нижеследующей таблице.
| Пример | Расшифровка                     |
| ------ | ------------------------------- |
|        | Победа                          |
|        | Ничья                           |
|        | Поражение                       |
|        | Планируемый поединок            |
|        | Поединок признан несостоявшимся |
| КО     | Нокаут                          |
| ТКО    | Технический нокаут              |
| PTS    | Решение судей (по очкам)        |
| UD     | Единогласное решение судей      |
| MD     | Решение большинства судей       |
| SD     | Раздельное решение судей        |
| RTD    | Отказ от продолжения боя        |
| DQ     | Дисквалификация                 |
| NC     | Поединок признан несостоявшимся |

| Боксёр                 | Итог боя  | Боксёр                 | Примечания                                                                    |
| ---------------------- | --------- | ---------------------- | ----------------------------------------------------------------------------- |
| Виталий Кличко (43-2)  | UD12 (12) | Дерек Чисора (15-2)    | Поединок за титул чемпиона мира в тяжёлом весе по версии World Boxing Council |
| Джонатон Бэнкс (20-1)  | UD12 (12) | Николай Фирта (20-9-1) | Поединок за титул чемпиона по версии NABF.                                    |
| Стивен Смит (24-2)     | KO1 (8)   | Арпад Васс (7-2)       | Рейтинговый поединок во втором полулёгком весе.                               |
| Сергей Федченко (29-1) | UD8 (8)   | Ласло Фазекас (8-0-1)  | Рейтинговый поединок в полусреднем весе.                                      |
| Тимо Шварцкопф (5-0)   | UD6 (6)   | Андре Деобальд (4-2-2) | Рейтинговый поединок в первом среднем весе.                                   |